# Alberto Ginés López
Alberto Ginés López (n. 23 octombrie 2002, Cáceres, Extremadura, Spania) este un sportiv ce a reprezentat Spania, medaliat olimpic. A participat la 1 ediție a Jocurilor Olimpice (2020) în care a câștigat 1 medalie de aur.